# Aeroporto Internazionale di Trivandrum
L'Aeroporto Internazionale di Trivandrum (IATA: TRV, ICAO: VOTV) è un aeroporto situato a 3,7 km dal centro di Thiruvananthapuram, in India.
L'aeroporto è hub per la compagnia aerea Air-India Express.